# ブラマヨ衝撃ファイル 世界のコワ〜イ女たち
『ブラマヨ衝撃ファイル 世界のコワ〜イ女たち』（ブラマヨしょうげきファイル せかいのコワ〜イおんなたち）は、TBS系列で放送されていたトーク・バラエティ番組である。通称は「世界のコワ〜イ女たち」、略称は「コワ〜イ女たち」または「コワ〜イ女」。
2011年4月12日から2012年3月13日まで、レギュラー番組として毎週火曜日の21:00 - 21:54（JST）に放送されていた。
司会を務めるブラックマヨネーズにとってプライムタイム枠として初の冠番組で、キー局での冠番組は2本目となる。

## 概要
世界中で「コワイ女」が引き起こした実在する事件・出来事の仰天エピソードを「実際の映像」と「再現ドラマ」で紹介。その実態と共に、スタジオでMCのブラックマヨネーズを中心にゲストの男性陣と女性陣がトークを展開していく。
2010年夏より『世界のコワ〜イ女たち ホントにあった!仰天事件簿スペシャル』のタイトルで単発特番としての放送を開始。当初は4回の特番の結果によりレギュラー化の可否が決まる予定だったとのことだが、2回多く放送された。なお、4回目までの特番は全編、若しくは一部がローカルセールス枠となっており、その時間帯に自社制作番組を放送している局では遅れネットや未放送、または時間を短縮しての放送といった措置がとられた。第5回目よりTBS系列のフルネット局で全編が同時ネットとなっている。
好評な結果を受け、2011年4月にレギュラー枠での放送を開始し、タイトルに『ブラマヨ衝撃ファイル』を追加。初回は4時間の拡大版として19:00から放送された。
しかし、2012年3月をもってレギュラー放送を終了。後番組にはAKB48・江角マキコ・SMAPの中居正広が司会の音楽番組『火曜曲!』が放送される（2013年9月まで）。
2012年10月2日に『世界のコワ〜イ女たち ドロ沼!超壮絶!女の離婚劇SP』と題して半年振りに復活。この回の放送で2010年夏から出演し続けてきた竹内香苗が番組を「卒業」した。さらに、2013年1月10日、3月19日、9月17日、11月20日、2014年1月29日にも2時間SPの特番として放送され、それぞれ進行は加藤シルビア（2013年1月・3月）、吉田明世（2013年9月～）が務めている。

## 出演者
司会
- ブラックマヨネーズ（小杉竜一・吉田敬）

進行
- 竹内香苗（当時TBSアナウンサー／レギュラー番組時代を含め2010年8月12日 - 2012年10月2日）
- 加藤シルビア（TBSアナウンサー／2013年1月10日・3月19日）
- 吉田明世（当時TBSアナウンサー／2013年9月17日・11月20日・2014年1月29日）

ナレーション
- 浜田治貴
- 杉本るみ

番組は竹内がVTRの紹介を行い、ブラックマヨネーズの二人が「世界のコワ〜イ女たち」と言い、VTRをふる。ホームページのトップ画面にはこの時のポーズ（カメラに向かって人差し指を出す）が使われている。

## 主なコーナー
ホントにあったコワ〜イ女SCOOP 定点カメラは見た!
ドライブスルーやスーパーマーケットなどに設置されている定点カメラに映された女の修羅場を実際の映像で紹介。例としてドライブスルーで商品に難癖をつけた客が怒りのあまりに店のガラスを割るところや、オフィスでOLが上司の目を盗んでパソコンを壊したりなどの映像が紹介された。
ゲストが体験したコワーイ女
番組のゲストが実際に体験したコワイ女の話を再現ドラマで紹介し、トークを繰り広げる。元アイドルや所謂「恐妻家」のゲストがキャストされることが多く、先輩アイドルの裏の顔や、妻のコワイ実態が明らかにされる。また、精神科医や弁護士のゲストもキャストされ、専門的な立場からの解説が入る。
男と女のTweet 恐怖のつぶやき
レギュラー放送より開始。ゲストが他のゲストに対して陰でつぶやいた毒のある内容を紹介。
女の仰天エピソード
番組のメインコーナー。実在した事件・出来事のエピソードを「実際の映像」を交えつつ「再現ドラマ」で紹介。

### 紹介された主な人物
これまで紹介された主な人物は以下の通り。人物の詳細はリンク先を参照。
- 阿部定
- アニータ・アルバラード
- 福田和子
- エレナ・チャウシェスク
- アイリーン・ウォーノス
- パトリシア・ハースト
- 富山・長野連続女性誘拐殺人事件の女性死刑囚[7]

他

## 単発特番放送日
レギュラー放送期間中の2～4時間スペシャルは除く。第7回以降は復活特番。
| 回     | 放送日時                     | 備考 |
| ------ | ---------------------------- | --- |
| 第1回  | 2010年8月12日 19:00 - 20:54  | - スパモク!!枠、全編ローカルセールスにより、MBSなどでは遅れネットや未放送となった。                                              |
| 第2回  | 2010年9月8日 19:00 - 20:49   | - 2週連続のスペシャル。19:00-20:00がローカルセールスになるため、自社制作番組を放送するMBSなどでは20:00-20:54に短縮して放送した。 |
| 第3回  | 2010年9月15日 19:00 - 20:49  | - 2週連続のスペシャル。19:00-20:00がローカルセールスになるため、自社制作番組を放送するMBSなどでは20:00-20:54に短縮して放送した。 |
| 第4回  | 2010年11月4日 19:00 - 20:54  | - スパモク!!枠、全編ローカルセールスにより、MBSなどでは遅れネットや未放送となった。                                              |
| 第5回  | 2011年1月4日 19:00 - 21:54   | |
| 第6回  | 2011年2月1日 21:00 - 22:48   | |
| 第7回  | 2012年10月2日 21:00 - 22:48  | - レギュラー放送終了後初の単発特番。                                                                                             |
| 第8回  | 2013年1月10日 19:00 - 20:49  | - 当初2012年12月18日に放送する予定で、一部の隔週TV雑誌にも記載されていたが、当日は『火曜曲!』の2時間SPに変更し、延期された。     |
| 第9回  | 2013年3月19日 21:00 - 22:48  | |
| 第10回 | 2013年9月17日 21:00 - 22:48  | |
| 第11回 | 2013年11月20日 19:00 - 20:54 | - 水トク!枠、つまり久々の全編ローカルセールス枠での放送となる。                                                                  |
| 第12回 | 2014年1月29日 19:00 - 20:54  | - 水トク!枠、全編ローカルセールス                                                                                                |

## ネット局

### パイロット版5（2011年1月）以降
| 放送対象地域   | 放送局                   | 系列    | 放送日時                 |
| -------------- | ------------------------ | ------- | ------------------------ |
| 関東広域圏     | TBSテレビ (TBS)          | TBS系列 | 火曜 21時00分 - 21時54分 |
| 北海道         | 北海道放送 (HBC)         | TBS系列 | 火曜 21時00分 - 21時54分 |
| 青森県         | 青森テレビ (ATV)         | TBS系列 | 火曜 21時00分 - 21時54分 |
| 岩手県         | IBC岩手放送 (IBC)        | TBS系列 | 火曜 21時00分 - 21時54分 |
| 宮城県         | 東北放送 (TBC)           | TBS系列 | 火曜 21時00分 - 21時54分 |
| 山形県         | テレビユー山形 (TUY)     | TBS系列 | 火曜 21時00分 - 21時54分 |
| 福島県         | テレビユー福島 (TUF)     | TBS系列 | 火曜 21時00分 - 21時54分 |
| 山梨県         | テレビ山梨 (UTY)         | TBS系列 | 火曜 21時00分 - 21時54分 |
| 新潟県         | 新潟放送 (BSN)           | TBS系列 | 火曜 21時00分 - 21時54分 |
| 長野県         | 信越放送 (SBC)           | TBS系列 | 火曜 21時00分 - 21時54分 |
| 静岡県         | 静岡放送 (SBS)           | TBS系列 | 火曜 21時00分 - 21時54分 |
| 富山県         | チューリップテレビ (TUT) | TBS系列 | 火曜 21時00分 - 21時54分 |
| 石川県         | 北陸放送 (MRO)           | TBS系列 | 火曜 21時00分 - 21時54分 |
| 中京広域圏     | 中部日本放送 (CBC)       | TBS系列 | 火曜 21時00分 - 21時54分 |
| 近畿広域圏     | 毎日放送 (MBS)           | TBS系列 | 火曜 21時00分 - 21時54分 |
| 鳥取県・島根県 | 山陰放送 (BSS)           | TBS系列 | 火曜 21時00分 - 21時54分 |
| 岡山県・香川県 | 山陽放送 (RSK)           | TBS系列 | 火曜 21時00分 - 21時54分 |
| 広島県         | 中国放送 (RCC)           | TBS系列 | 火曜 21時00分 - 21時54分 |
| 山口県         | テレビ山口 (tys)         | TBS系列 | 火曜 21時00分 - 21時54分 |
| 愛媛県         | あいテレビ (ITV)         | TBS系列 | 火曜 21時00分 - 21時54分 |
| 高知県         | テレビ高知 (KUTV)        | TBS系列 | 火曜 21時00分 - 21時54分 |
| 福岡県         | RKB毎日放送 (RKB)        | TBS系列 | 火曜 21時00分 - 21時54分 |
| 長崎県         | 長崎放送 (NBC)           | TBS系列 | 火曜 21時00分 - 21時54分 |
| 熊本県         | 熊本放送 (RKK)           | TBS系列 | 火曜 21時00分 - 21時54分 |
| 大分県         | 大分放送 (OBS)           | TBS系列 | 火曜 21時00分 - 21時54分 |
| 宮崎県         | 宮崎放送 (MRT)           | TBS系列 | 火曜 21時00分 - 21時54分 |
| 鹿児島県       | 南日本放送 (MBC)         | TBS系列 | 火曜 21時00分 - 21時54分 |
| 沖縄県         | 琉球放送 (RBC)           | TBS系列 | 火曜 21時00分 - 21時54分 |

※パイロット版5・6、および2012年10月 - 2013年9月のスペシャル版もJNN28局ネット。

## スタッフ

### 復活特番
2014年1月29日放送分
- ナレーター：杉本るみ、浜田治貴
- 構成：高野健生、鈴木功治、若井優介、鈴木裕士
- TP：高瀬義美
- SW：宮崎健司（以前はCAM）
- CAM：遠藤俊洋
- VE：高橋正直
- AUD：浮所哲也
- LT：鈴木喜雅
- 編集：伊藤聡彦
- MA：飯田太志
- 音響効果：篠原光
- TK：後藤有紀
- 技術協力：ニューテレス、fmt、ティ・ピー・ブレーン、ユイワークス、佳夢音、麻布プラザ、Vi-vo
- 美術プロデューサー：栗田寛
- ヘアメイク：石坂智子
- 美術協力：ル・オブジェ・アール・スタジオ、インターナショナルクリエイティブ、テルミック
- 宣伝：井田香帆里
- 編成：藤原麻知
- リサーチ：西岡剛
- デスク：永野翔子
- AD：藤原真美、森貴士、矢口彩
- AP：荒井かおり、今泉裕子
- ディレクター：高橋謙、岡部剛、高野徹、岸憲人、布施美那
- プロデューサー：齋藤智礼
- 総合演出：千葉隆弥
- 制作協力：DRAGON★D
- 製作：ダイナマイトレボリューションカンパニー、TBS

#### 過去のスタッフ
- 構成：木野聡
- SW：藤本敏行
- CAM：澤田浩
- AUD：加瀬悦史
- 編集：宮島洋介
- TK：高橋利恵子
- 技術協力：FLT、テイクランド
- 美術進行：中里昭博
- AD：久保孝平、根来昭人
- ディレクター：笠原裕明、樽見近工、小谷直之、金丸恵理子、高橋康弘
- プロデューサー：畝目尚子
- 制作協力：T'S

### レギュラー版
- ナレーション：杉本るみ、浜田治貴
- 作・構成：高野健生、木野聡、長谷川大雲、荒木美子、鈴木功治
- TP：高瀬義美
- SW：藤本敏行
- CAM：宮崎健司
- VE：高橋正直、高木稔
- AUD：加瀬悦史
- LT：鈴木喜雅
- ロケ技術撮影：為谷純、関根智之、松尾俊一郎、波田野央美、竹内浩司、佐藤雅浩、堀内昭彦、中村郁生、清水崇行、加藤昭彦、ほか
- 編集：宮島洋介、加藤裕也、橋本淳一郎、平池優太、本間恵美
- MA：飯田太志
- 音響効果：篠原光
- TK：後藤有紀
- 技術協力：ニユーテレス、FLT、ティ・ピー・ブレーン、ゴーエン、Swit、麻布プラザ、佳夢音、Vi-vo、チャス
- 美術プロデューサー：栗田寛
- 美術進行：中里昭博
- 美術協力：ル・オブジェ・アール・スタジオ、インターナショナルクリエイティブ、テルミック
- 海外コーディネート：猪瀬徹（アンデスニッポンツーリスト）
- 宣伝：井田香帆里
- 編成：藤原麻知、前田麻友
- デスク：諸星愛美→中島未来
- AD：青木誉幸、布施美那、辻彩花、玉井佑実、尾花美香、今野大輔、須崎和、栢春香、久保孝平、藤原真美 ほか
- AP：荒井かおり、三枝英治
- ディレクター：樽見近工、岡部剛、舟木商策、岸憲人、金丸恵理子、高橋謙、鈴木康之、松原裕、大錦玄孝
- 演出：笠原裕明、門脇泰久、高野徹、山崎陽宏
- プロデューサー：齋藤智礼、芦谷譲、畝目尚子
- 総合演出：千葉隆弥
- 制作協力：T'S、COM.QUEST、DRAGON★D
- 制作：ダイナマイトレボリューションカンパニー
- 製作：TBS

### パイロット版

#### 第6弾
- 作・構成：高野健生、木野聡、鈴木功治
- TP：高瀬義美
- TD：岩沢忠夫
- SW：岩田一巳
- CAM：池田孝宏
- VE：高橋正直
- VTR：齋藤雄一
- MIX：加瀬悦史
- AUD：松本政利
- LT：鈴木喜雅
- 映像：本田和彦
- 編集：小宮純一、平池優太
- MA：飯田太志
- 音響効果：篠原光
- 技術協力：ニューテレス、FLT、ティ・ピー・ブレーン、だだだ、麻布プラザ、佳夢音、Vi-vo、チャス
- 美術プロデューサー：栗田寛
- 美術進行：
- 美術協力：ル・オブジェ・アール・スタジオ、インターナショナルクリエイティブ、テルミック
- 編成：藤原麻知
- デスク：諸星愛美
- AD：青木誉幸、内田真未、矢野
- AP：三枝英治
- ディレクター：笠原裕明、岡部剛、岸憲人
- プロデューサー：齋藤智礼
- 総合演出：千葉隆弥
- 制作：ダイナマイトレボリューションカンパニー
- 製作：TBS